# Günther Böhme
Günther Böhme (* 4. Mai 1923 in Dresden; † 8. August 2016 in Wiesbaden) war ein deutscher Bildungsphilosoph. Er war Professor für Bildungsgeschichte und Bildungsphilosophie an der Goethe-Universität in Frankfurt am Main. 

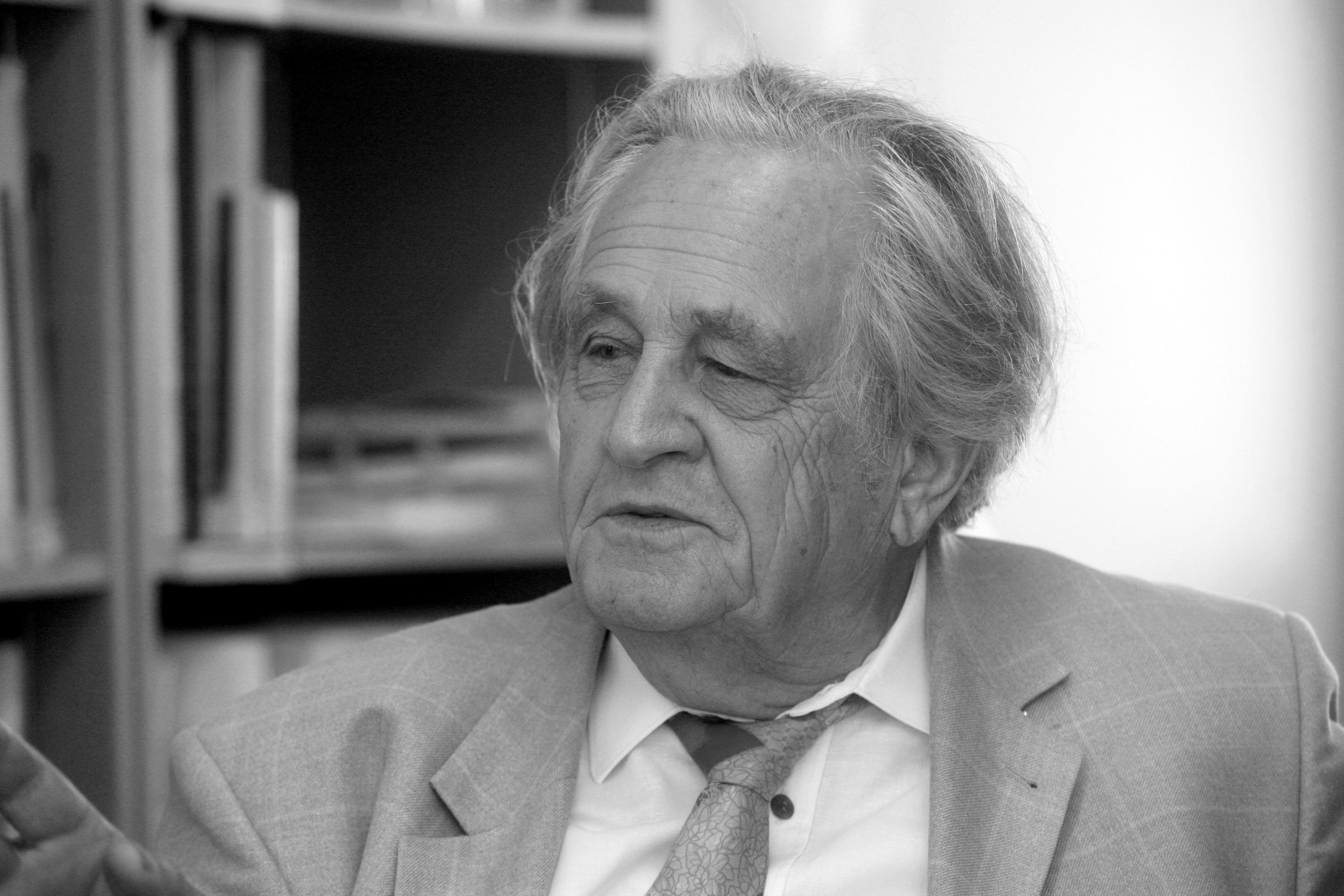
Günther Böhme im Jahre 2007

 Böhme war im Jahr 1982 ein Mitbegründer der Universität des 3. Lebensalters. Er trat mit zahlreichen Schriften zu Humanismus und Bildung hervor.

## Leben und Wirken
Günther Böhme studierte Philosophie, Pädagogik, Psychologie und Deutsche Literaturgeschichte in Passau, Erlangen und München, wo er sein Studium 1953 mit der Promotion abschloss. 1953–1956 war er stellvertretender Leiter der Pädagogischen Arbeitsstelle Wiesbaden. Von 1954 bis 2016 war er als Dozent in der Erwachsenenbildung tätig und lehrte seit 1965 an der Universität Frankfurt am Main am Institut für Erziehungswissenschaften. Seit 1972 war er Professor für Pädagogik mit den Schwerpunkten Bildungsphilosophie, Bildungsgeschichte und Bildungstheorie. 
Böhme ist Mitbegründer des Lehrstuhls für „Pädagogik in der 3. Welt“, des ersten in Deutschland. Er hielt Gastprofessuren in Indonesien, Peru, Mexiko, Costa Rica, Mongolei, wiederholt in Litauen und Estland und seit 1989 regelmäßig in Lettland. 
Von 1954 bis 2016 war Böhme Seminarleiter und Dozent an der Volkshochschule Wiesbaden, von 1968 bis 1992 Vorsitzender der Volkshochschule Wiesbaden und seit 1992 Ehrenvorsitzender. Von 1974 bis 2016 war Böhme Redakteur der Hessischen Blätter für Volksbildung, Zeitschrift für Erwachsenenbildung, davon 10 Jahre als Vorsitzender. Er war Herausgeber einer Schriftenreihe zur Gerontologie, darunter mehrere eigene Publikationen zur Alternsforschung.
1982 war Günther Böhme Gründungsmitglied der Universität des 3. Lebensalters an der Johann Wolfgang Goethe-Universität (U3L) in Frankfurt am Main. Er gehörte neben Anitra Karsten, der Initiatorin der Universität des 3. Lebensalters, zum Vorstand der ersten Stunde. Von 1984 bis 2012 war er deren Vorsitzender. Bis 2016 hielt Böhme dort Vorlesungen und Seminare zur Geistesgeschichte und Philosophie Europas, zum christlichen Humanismus sowie zu Fragen der Bildung im dritten Lebensalter.
Er war Autor zahlreicher Monographien und Aufsätze zur Bildungsphilosophie und insbesondere zur Geschichte und Wirkungsgeschichte des Humanismus und zur Bildungstheorie und Erwachsenenbildung, die zum Teil auch als Übersetzungen in englischer, französischer, spanischer, litauischer bzw. lettischer Sprache erschienen. Er war Mitherausgeber der pädagogischen Fachzeitschrift Skolotais (Schule) in Lettland bis 2010.
Seit 1956 gab Böhme in Wiesbaden alljährlich kabarettistische Abende mit eigenen humorvoll-satirischen Gedichten; außerdem publizierte er mehrere Gedichtbände.

## Ehrungen
- Bundesverdienstkreuz I. Klasse 1997
- Hessischer Verdienstorden 2015
- Inhaber der Bürgermedaille in Gold der Stadt Wiesbaden
- Ehrenvorsitzender der Volkshochschule Wiesbaden
- Ehrenvorsitzender der U3L
- Ehrendoktor der Universität Lettlands in Riga
- Goethe-Plakette der Stadt Frankfurt am Main
- Ehrenmedaille der Goethe-Universität Frankfurt am Main
- Ehrenvorsitzender des Vereins Schlaraffia Wiesbaden

## Ausgewählte Schriften
- Psychologie der Erwachsenenbildung. Reinhardt, München u. a. 1960 (der pädagogischen Fakultät vorgelegt als Habilitationsschrift).
- Der pädagogische Beruf der Philosophie. Reinhardt, München u. a. 1968.
- Das Zentralinstitut für Erziehung und Unterricht und seine Leiter. Zur Pädagogik zwischen Kaiserreich und Nationalsozialismus. Schindele, Neuburgweier 1971.
- Die philosophischen Grundlagen des Bildungsbegriffs. Eine Propädeutik. Henn u. a., Kastellaun u. a. 1976, ISBN 3-450-01084-0.
- Mündigkeit und Anspruch des Geistes. Bildungsphilosophie in pragmatischer Absicht. Henn, Kastellaun 1979, ISBN 3-450-01922-8.
- Urbanität. Ein Essay über die Bildung des Menschen und die Stadt Lang, Frankfurt am Main u. a. 1982, ISBN 3-8204-7025-5.
- Bildungsgeschichte des frühen Humanismus. Wissenschaftliche Buchgesellschaft, Darmstadt 1984, ISBN 3-534-09373-9.
- Bildungsgeschichte des europäischen Humanismus. Wissenschaftliche Buchgesellschaft, Darmstadt 1986, ISBN 3-534-01403-0.
- Wirkungsgeschichte des Humanismus im Zeitalter des Rationalismus. Wissenschaftliche Buchgesellschaft, Darmstadt 1988, ISBN 3-534-03161-X.
- mit Heinz-Elmar Tenorth: Einführung in die Historische Pädagogik. Wissenschaftliche Buchgesellschaft, Darmstadt 1990, ISBN 3-534-07065-8.
- Goethe – Naturwissenschaft, Humanismus, Bildung. Ein Versuch über die Gegenwart klassischer Bildung. Lang, Frankfurt am Main u. a. 1991, ISBN 3-631-43106-6.
- Verständigung über das Alter oder Bildung und kein Ende. Eine gerontologische Studie. Schulz-Kirchner, Idstein 1992, ISBN 3-8248-0064-0 (2., erweiterte Auflage. ebenda 2012, ISBN 978-3-8248-0887-8).
- Humanismus zwischen Aufklärung und Postmoderne. Schulz-Kirchner, Idstein 1994, ISBN 3-8248-0145-0.
- mit Klaus Potyka: Erfahrung in Wissenschaft und Alltag. Eine analytische Studie über Begriff, Gehalt und Bedeutung eines lebensbegleitenden Phänomens. Schulz-Kirchner, Idstein 1995, ISBN 3-8248-0146-9.
- mit Frank-Olaf Brauerhoch und Silvia Dabo-Cruz: Forschung als Herausforderung. Zum wissenschaftlichen Potential und ehrenamtlichen Engagement der Älteren. Schulz-Kirchner, Idstein 1998, ISBN 3-8248-0185-X.
- Studium im Alter. Ein Handbuch für das Studium im 3. Lebensalter. Societäts-Verlag, Frankfurt am Main 2001, ISBN 3-7973-0779-9.
- mit Christine Hamann: Schulalltag zwischen Ideologie und Wirklichkeit. Erinnerungen an die Schulzeit im Nationalsozialismus und ihr historischer Hintergrund. Schulz-Kirchner, Idstein 2001, ISBN 3-8248-0490-5.
- Über den Umgang des Alters mit sich selbst. Bildungsprofile und Resultate empirischer Erhebungen über die Beziehungen von Geist und Körper. Schulz-Kirchner, Idstein 2004, ISBN 3-8248-0371-2.
- Kultur und pädagogische Reform. Zur Aktualität einer humanistischen Bildung. Schulz-Kirchner, Idstein 2008, ISBN 978-3-8248-0275-3.
- mit Frank-Olaf Brauerhoch und Silvia Dabo-Cruz: Lust an der Bildung. Resultate eines gerontologischen Projekts zu Studienverläufen im dritten Lebensalter. Schulz-Kirchner, Idstein 2010, ISBN 978-3-8248-0655-3.